# Cinema Ideal Park
El Cinema Ideal Park és una obra d'Olot (Garrotxa) protegida com a bé cultural d'interès local.

## Descripció
És un edifici de planta rectangular, al pis superior podem veure finestres separades per dobles columnes amb capitells jònics decorats amb elements arrodonits. Sobre aquest pis, hi ha un fris decorat. Es tracta de la reforma d'un teatre preexistent afegint el cos de la façana que dona a la Plaça Clarà. El projecte, a més, va tenir en compte el caràcter porxat de la plaça, així com els mòduls classicistes d'aquesta. La façana que dona al Passeig Barcelona fou realitzada per l'arquitecte J. Esteve.